# Agnes Bernelle
Agnes Bernelle (nacida Agnes Elisabeth Bernauer; Berlín, 7 de marzo de 1923-Dublín, 15 de febrero de 1999) fue una actriz y cantante alemana. Apareció en más de 20 películas y también hizo apariciones en teatro y televisión.

## Vida personal
Bernelle era católica. Se convirtió al catolicismo a mediados de la década de 1930 junto con su padre, Bernauer, que era húngaro y judío.
Bernelle estuvo casada de 1945 a 1969 con Desmond Leslie, con quien tuvo tres hijos: Shaun, Christopher y Antonia.

## Filmografía

### Cine
| Año  | Título                        | Director                                    | Papel             | Nota         |
| ---- | ----------------------------- | ------------------------------------------- | ----------------- | ------------ |
| 1945 | Caesar and Cleopatra          | Gabriel Pascal                              | Dama de honor     |              |
| 1947 | Woman to Woman                | Maclean Rogers                              | Lolo              |              |
| 1948 | Another Shore                 | Charles Crichton                            |                   |              |
| 1948 | But Not in Vain               | Edmond T. Gréville                          | Mary Meyer        |              |
| 1950 | Tony Draws a Horse            | John Paddy Carstairs                        | 1.ª dama de honor |              |
| 1950 | Over the Garden Wall          | John E. Blakeley                            | Val Westwood      |              |
| 1950 | Let's Have a Murder           | John E. Blakeley                            |                   |              |
| 1950 | Stranger at My Door           | Ver listaDesmond Leslie Brendan J. Stafford | Laura Riordan     |              |
| 1957 | The Good Companions           | J. Lee Thompson                             | Ethel Georgia     |              |
| 1962 | The Quare Fellow              | Arthur Dreifuss                             | Meg               |              |
| 1978 | The First Great Train Robbery | Michael Crichton                            | Mujer en el andén |              |
| 1986 | The Fantasist                 | Robin Hardy                                 | Sra. O'Malley     |              |
| 1990 | Corkscrew                     | Ben Yeates                                  | Directora         | Cortometraje |
| 1991 | Hear My Song                  | Peter Chelsom                               | Recepcionista     |              |
| 1995 | An Awfully Big Adventure      | Mike Newell                                 | Sra. Ackerly      |              |
| 1996 | Pteranodon                    | Bill Murphy                                 | Ama de casa       | Cortometraje |
| 1997 | Trick or Treat                | Marc-Ivan O'Gorman                          |                   | Cortometraje |
| 1998 | The Tale of Sweety Barrett    | Stephen Bradley                             | Sra. Walsh        |              |
| 1999 | Still Life                    | Michael Hewitt                              | Anciana           | Cortometraje |

### Televisión
| Año  | Título                                             | Papel              | Nota              |
| ---- | -------------------------------------------------- | ------------------ | ----------------- |
| 1955 | Secret File, U.S.A.                                | Helene van Loon    | 1 episodio        |
| 1955 | The Adventures of Robin Hood                       | Condesa            | 1 episodio        |
| 1956 | Jesus of Nazareth                                  |                    | 1 episodio        |
| 1956 | ITV Play of the Week                               | Claire Madison     | 1 episodio        |
| 1956 | Whirligig                                          | Ella misma         | 1 episodio        |
| 1957 | Val Parnell's Sunday Night at the London Palladium | Ella misma         | 1 episodio        |
| 1961 | Armchair Theatre                                   | Srta. Cartright    | 1 episodio        |
| 1961 | No Hiding Place                                    |                    | 1 episodio; guion |
| 1974 | Silverson                                          | Rostia             | Película de TV    |
| 1983 | Caught in a Free State                             | Medium             | 1 episodio        |
| 1983 | The Country Girls                                  | Joanna             | Película de TV    |
| 1985 | The Irish R.M.                                     | Srta. Quigley      | 1 episodio        |
| 1985 | Wogan                                              | Ella misma         | 1 episodio        |
| 1986 | Bluebell                                           | Madame Duchamp     | 2 episodios       |
| 1986 | Die Wächter                                        | Sra. Talbot        | 4 episodios       |
| 1987 | When Reason Sleeps                                 | Pia                | 1 episodio        |
| 1987 | Leute                                              | Ella misma         | 1 episodio        |
| 1988 | Echoes                                             | Dueña              | 1 episodio        |
| 1989 | Agnes Bernelle: I was the little girl              | Ella misma         | Documental        |
| 1990 | Hard Shoulder                                      | Dueña de bar       | Película de TV    |
| 1990 | The Love She Sought                                | Camarera irlandesa | Película de TV    |
| 1996 | Giving Tongue                                      | Winnie Hawcock     | Película de TV    |
| 1997 | Newton: A Tale of Two Isaacs                       | Sra. Billings      | Película de TV    |
| 1999 | The Ambassador                                     | Matrona            | 1 episodio        |

## Discografía

### Sencillos
| Año  | Título                      | Nota                             |
| ---- | --------------------------- | -------------------------------- |
| 19?? | Lullabies for Sleepy Lovers | 4 canciones                      |
| 1958 | «The Lost Noises Office»    |                                  |
| 1979 | «Kitty Ricketts»            | Junto a The Radiators from Space |
| 1979 | «Things»                    | Junto a Peter O'Brian            |
| 1985 | «Tootsies»                  |                                  |
| 1985 | «Chansonette»               |                                  |

### Álbumes
| Año  | Título                                      | Nota         |
| ---- | ------------------------------------------- | ------------ |
| 1977 | Bernelle on Brecht And...                   | 13 canciones |
| 1985 | Father's Lying Dead on the Ironing Board    | 11 canciones |
| 1990 | Mother the Wardrobe Is Full of Infantry Men | 16 canciones |

## Premios y nominaciones
| Año  | Premio                               | Categoría                 | Nominada por | Resultado |
| ---- | ------------------------------------ | ------------------------- | ------------ | --------- |
| 1999 | Palm Springs International ShortFest | Reconocimiento del jurado | Still Life   | Ganadora  |